# Тур де Франс 2020.
Тур де Франс 2020 било је 107 издање најпрестижније бициклистичке трке на свијету, једне од три Гранд тур трке — Тур де Франса. Старт Тура 2020. био је у Ници, која је домаћин старта по други пут, први пут након 1983, док Тур стартује на југу седми пут у историји. Првобитно је требало да стартује 27. јуна 2020, али је због пандемије вируса корона, старт помјерен за 29. август.
Тур је имао 21 етапу: шест тешких брдских, чији је циљ на успону прве или екстра категорије, брдски хронометар, двије средње тешке брдске етапе, три лакше брдске етапе и девет равних етапа које су пружале шансу спринтерима. Трка је по први пут пролазила кроз 12 нових градова, док је вожено пет планинских ланаца у Француској — Алпи, Централни масив, Пиринеји, Жура и Вогези. На трци неије било популарних успона, као што су: Алп д’Иез, Кол ди Галибије, Кол ди Турмале, Кол д’Обиск и Мон Венту, док су се нашли мање познати успон у Централним масивима — Пиј Мари и Кол де ла Лоз у Алпима, уз успон Планш де бел филс на хронометру, а најпознатији успон који је вожен је Гран Колумбије.
Због лоше форме, на трци се нису нашли четвороструки побједник — Крис Фрум, побједник Тура 2018. — Герент Томас и побједник 30 етапа — Марк Кевендиш.
Тур је освојио Тадеј Погачар, који је пред хронометар на етапи 20 заостајао 57 секунди иза Приможа Роглича. На хронометру, остварио је трећу етапну побједу, завршивши минут и 56 секунди испред Роглича и освојио је Тур 59 секунди испред Роглича, поставши први словеначки побједник Тур де Франса и неке гранд тур трке, освојивши и брдску и класификацију за најбољег младог возача. Такође, постао је други најмлађи побједник Тура, након Анрија Корнеа 1904, који је првобитно завршио на петом мјесту, али му је побједа додијељена јер су четворица првопласираних накнадно дисквалификовани због варања. Погачар је и постао први возач након Едија Меркса, који је на једном Туру освојио три класификације, а први у историји који је исте године освојио Тур, брдску и класификацију за најбољег младог возача. На трећем мјесту завршио је Ричи Порт, поставши први Аустралијанац на подијуму након Кадела Еванса који је освојио 2011.
Сем Бенет освојио је класификацију по поенима, испред Петера Сагана, који је класификацију освојио седам пута, поставши први ирски побједник класификације након Шона Келија 1989. Марк Хирши добио је награду за најагресивнијег возача, остваривши једну етапну побједу, уз једно друго и треће мјесто, док је Мовистар освојио тимску класификацију трећи пут заредом, а пети пут за шест година. Највише етапних побједа остварио је Погачар — три, док су тимови УАЕ тим емирејтс и Јумбо—Визма остварили по четири побједе.

## Одлагање
Због пандемије вируса корона, министарка омладине и спорта у Влади Француске — Роксана Марасено, изјавила је да Тур де Франс може да се одржи „иза затворених врата“, без икаквог присуства публике, јер се трка не ослања на продају карата, већ на зараду од ТВ права; ипак, званичници трке су одбацили такву идеју, истакавши да је боље да се трка одржи касније него што је планирано, него да се уопште не одржи или да се одржи без присуства публике. Организатори су направили план Б, по којем се почетак помјера за четири недеље, до 25. јула, док би се трка завршила 16. августа, што су подржали градови домаћини. Бивши предсједник UCI-ја — Брајан Коксон, изјавио је да би све три гранд тур трке требало да буду скраћене на двије недеље, док је бициклиста — Матео Трентин, предложио спајање три гранд тура у један јединствени за 2020. годину, да се по седам етапа одржи у Италији, Француској и Шпанији, са по даном одмора између како би прешли у другу државу.
На дан 13. априла, предсједник Француске — Емануел Макрон, донио је закон по којем се бране сва окупљања до половине јула; само дан касније, Тур је званично одложен, док је за нови датум почетка одређен 29. август. На дан 19. маја, UCI је објавио нови календар за сезону 2020, по којем је старт Тура званично помјерен за 29. август, док су Ђиро д’Италија и Вуелта а Еспања помјерене за октобар. Премијер Француске — Едуард Филип, донио је закон по којем су забрањена сва спортска такмичења у држави до септембра, због чега је прекинута Лига 1 и Париз Сен Жермен проглашен за првака, али је министарка спорта, неколико сати касније, изјавила да то неће утицати на Тур де Франс, већ да ће само бити ограничен број публике поред пута.
У периоду када је првобитно требало да буде одржана трка, вожен је виртуелни Тур де Франс, користећи Zwift.

## Правила
За трку, UCI је донио медицински протокол, по препоруци Свјетске здравствене организације, због пандемије вируса корона. Прије почетка трке, сваки возач је морао да уради два теста и оба су морала да буду негативна. Тим је могао да замијени било којег возача који не може да вози због здравствених проблема, до 10 сати ујутру пред старт трке 29. августа. Сваки возач је морао сваког дана да попуњава здравствене анкете преко апликације, како би били сигурни да немају симптоме. Прије почетка сваке етапе, као и након етапе, сви возачи су морали да носе маске, а аутограми и фотографисање са навијачима нису били дозвољени. Предсједник UCI-ја — Давид Лапартјен, изјавио је да се трка неће прекинути уколико неки возач буде позитиван на вирус, али да ће свако ко буде позитиван, бити дисквалификован.
Главно правило које је UCI донио, јесте да ће цијели тим бити дисквалификован са трке, уколико унутар тима од 8 возача и 22 чланова тима буду два позитивна случаја. Неколико дана касније, ASO је, након консултације са тимовима и UCI-јем, донио правило по којем ће тим бити дисквалификован уколико двојица возача буду позитивна на тесту, док се неће рачунати резултати тестова међу механичарима и осталим члановима тима; Ипак, на дан старта трке, Влада Француске је вратила првобитно правило, по којем ће цијели тим бити дисквалификован уколико буду два позитивна случаја међу комплетним особљем од 30 чланова тима.

## Тимови
На Тур де Франсу 2020. учествовала су 22 тима. У односу на претходне сезоне, број ворлд тур тимова је проширен на 19, док је Кофидис добио ворлд тур статус први пут након 2009. године. Израел старт ап нејшн је преузео власништво над Каћушом и прешао у ворлд тур, док је Тотал директ енержи, као најбољи про тур тим у сезони 2019, аутоматски зарадио позивницу за сваку ворлд тур трку. Свих 19 тимова је обавезно да вози на свакој ворлд тур трци, укључујући и Тур де Франс, док је, због проширења броја ворлд тур тимова и правила по којем про тур тим са највише бодова у претходној сезони има загарантовано учешће на свакој ворлд тур трци, организатор Тура — Амори спортска организација, додјељивала двије вајлд кард позивнице за про тур тимове.
Списак тимова објављен је 7. јануара 2020, вајлд кард су добили Аркеа—Самсик, која учествује на Туру сваке године од 2014, док је по први пут позивницу за Тур добио ББ хотел—Витал консепт, за који возе Брајан Кокар и Пјер Ролан. Витал консепт је добио позивницу испред тима Сиркус—Ванти гобер, који је добијао позивницу на претходна издања, највише због што је Гијом Мартен прешао из Ванти гобера у Кофидис.
Тимови учесници:
UCI ворлд тур тимови:
| - АГ2Р Ла Мондијал - Астана - Бахреин–Макларен - Бора–Ханзгро - Групама—ФДЈ - ЕФ про сајклинг - Израел старт ап нејшн - Инеос Гренадирс - Декунинк Квик–Степ | - Јумбо—Визма - Кофидис - Лото–Судал - НТТ про сајклинг - Мичелтон–Скот - Мовистар - Санвеб - Трек–Сегафредо - УАЕ тим Емирејтс - ЦЦЦ |

 Континентални тимови:
| - Аркеа—Самсик - ББ хотел—Витал консепт | - Тотал директ енержи |

## Фаворити
Већ на почетку сезоне, тим Инеос је објавио да ће Еган Бернал, Крис Фрум и Герент Томас бити удружени лидери тима за Тур де Франс, док је тим Јумбо—Визма такође објавио да ће ићи са три удружена лидера на Тур де Франс: Примож Роглич, Том Димилен и Стивен Кројсвајк и да ће њихова форма и позиција у генералном пласману одлучити ко ће бити лидер тима у завршници. Фрум је у јулу потписао уговор са тимом Израел старт ап нејшн за 2021. напустивши тако Инеос након 10 година. Због лоше форме на припремним тркама, а нарочито на Критеријуму ди Дофине, Фрум и Томас су изостављени из тима Инеос за Тур, док је тиму прикључен побједник Ђиро д’Италије 20119 — Ричард Карапаз, као подршка Берналу и евентуални план Б, уколико Бернал не буде у доброј форми, док је ту такође био Павел Сиваков, који је завршио Ђиро 2019. у топ 10, као и Андреј Амадор, који је завршио Ђиро 2015. на четвртом мјесту. Стивен Кројсвајк, који је требало да буде један од лидера тима Јумбо—Визма, пао је током Критеријума ди Дофине, због чега је морао да пропусти Тур. Замијенио га је Амонд Грундал Јансен, док су у тиму још били Сеп Кус, Џорџ Бенет, који је завршавао у топ 10 на Ђиру и Вуелти, Ваут ван Арт, четвороструки свјетски шампион у вожњи на хронометар — Тони Мартин и Роберт Хесинк, који је завршио на петом мјесту Тур 2010. и на шестом 2016.
Поред два најјача тима, највећи фаворити су били Тибо Пино, који је имао и притисак због тога што Француска није имала свог побједника 35 година, што је један од могућих разлога, које је новинарка Филипа Јорк навела, због којих је Барде одлучио да напусти француски тим АГ2Р ла мондијал и потпише за тим Санвеб за 2021; Наиро Кинтана, који је три пута завршавао Тур на подијуму и напустио је Мовистар и прешао у про тур тим — Аркеа—самсик, гдје је сам лидер тима; Микел Ланда, који је такође напустио Мовистар и прешао у Бахреин—Макларен, гдје не дијели улогу лидера тима са другим возачима, и Тадеј Погачар, који је завршио на трећем мјесту на Вуелта а Еспањи 2019. Остали фаворити су били Мигел Анхел Лопез, Ромен Барде, Емануел Букман, Фабио Ару, Ричи Порт, Бауке Молема, Гијом Мартен, дуо Мовистара — Енрик Мас и Алехандро Валверде, који је завршио на трећем мјесту 2015, као и трио ЕФ про сајклинга — Ригоберто Уран, који је завршио на другом мјесту 2017, Данијел Мартинез и Серхио Игита. Жилијен Алафилип, који је на Туру 2019 носио жуту мајицу 14 дана и завршио на петом мјесту у генералном пласману, изјавио је да су му фокус етапне побједе, а не генерални пласман. Лидери Мичелтон—Скота су Адам Јејтс, који је завршио на четвртом мјесту на Туру 2016. и Естебан Чавез, који је завршио други на Ђиру 2016, али су такође изјавили да су им фокус етапне побједе, а не генерални пласман. На трци су такође учествовали освајачи бијеле мајице 2011 и 2012 — Пјер Ролан и Тиџеј ван Гардерен, као и Роман Кројцигер, који је завршио на петом мјесту 2013.
У класификацији по поенима, највећи фаворит је био седмоструки побједник — Петер Саган. Многи су очекивали да ће му Ваут ван Арт бити највећи противник, али је Ван Арт одбацио могућност да се бори за зелену мајицу, истичући да му је једини циљ да помогне својим лидерима тима — Рогличу и Димулену, како би неко од њих освојио Тур де Франс. Од класичних спринтера који су фаворити у класификацији, на Туру су били Кејлеб Јуан, који је прије почетка истакао да су му приоритет етапне побједе, а не борба за зелену мајицу, Сем Бенет, Елија Вивијани, Сес Бол, Ђакомо Ницоло и Сони Колбрели, док су фаворити у борби за зелену мајицу такође били мало универзалнији спринтери — Матео Трентин и Александер Кристоф. Као и Јуан, Бенет и Кристоф су такође изјавили да им је приоритет етапне побједе, док је једино Трентин истакао да ће се борити за зелену мајицу. Побједник класификације 2017. — Мајкл Метјуз, није се нашао у тиму Санвеб за Тур, због чега је одлучио да напусти тим и врати се у Мичелтон—Скот. Такође, побједник класификације 2011. и побједник 30 етапа на Тур де Франсу — Марк Кевендиш, није ушао у састав тима Бахреин—Макларен за Тур 2020, јер је тим одлучио да се у потпуности посвети циљу да освоји трку са Ландом.
У брдској класификацији многи су означили Бардеа, Јејтса и Алафилипа као главне фаворите. Алафилип је освојио класификацију 2018. и изјавио је да ће се борити за етапне побједе; Барде је освојио класификацију 2019. и првобитно је планирао да прескочи Тур и вози Ђиро 2020, али је промијенио фокус након успостављања новог календара и помјерања Тура за крај августа. Јејтс је такође изјавио да су му циљ етапне побједе, док је на трци такође био побједник класификације 2017. — Ворен Барги, који је био један од фаворита. Остали конкуренти су били Пјер Ролан, Алесандро де Марки, Никола Еде, Данијел Мартин, Томас де Гент, Тим Веленс, Тисј Бенот, Лилијан Калмежан, Давиде Формоло и Давид де ла Круз. Такође, очекивало се да возачи који се боре за генерални пласман буду добро пласирани у брдској класификацији; Крис Фрум је освојио 2015, када су три првопласирана возача у класификацији завршили у топ 10 у генералном пласману. Године 2011, Самуел Санчез је освојио класификацију, док је завршио на шестом мјесту у генералном пласману; такође, шест возача који су те године завршили у топ 10 у генералном пласману, завршили су такође у топ 10 у брдској класификацији.
Главни фаворити за освајање класификације за најбољег младог возача су били побједник класификације 2019. — Еган Бернал, Тадеј Погачар и Енрик Мас, док су остали конкуренти били Павел Сиваков, Серхио Игита, Данијел Мартинез и Давид Году. У борби за бијелу мајицу учествују возачи до 25 година, а на Туру 2020. било их је укупно 24; најмлађи је био Максим Шевалије са 21 годином, док је најстарији био Никлас Ег са 25. Правила за бијелу мајицу су иста као и за жуту, тако да је побједник бијеле мајице млади возач који је најбоље пласирани у генералном пласману.
Главни фаворити за тимску класификацију су били тимови Инеос и Јумбо—Визма, који су имали више лидера и брдаша од којих се очекивало да буду при врху на свакој етапи. Остали тимови који су били конкуренти су Мовистар, који је освојио тимску класификацију четири пута на последњих пет издања трке, али су тим прије почетка сезоне 2020. напустили Наиро Кинтана, Микел Ланда и Ричард Карапаз; Трек—Сегафредо и ЕФ про сајклинг, који су такође имали више лидера у тиму.
Од осталих возача, тим ЦЦЦ су предводили Грег ван Авермат и Илнур Закарин, са циљем остварења што више етапних побједа, док је Закарин, који је завршио на трећем мјесту на Вуелти 2017. био слободан да се бори за генерални пласман. Лото—Судал, поред Кејлеба Јуана, предводили су Џон Дегенколб и Филип Жилбер, као и Томас де Гент, који је завршио на трећем мјесту Ђиро 2012. Тим Витал—консепт предводили су Брајан Кокар и Пјер Ролан. НТТ про сајклинг су предводили Доменико Поцовиво, који је више пута завршавао Ђиро у топ 10, Роман Кројцигер и Луис Ментјенс, док је Гај Нив из Израел старт ап нејшн тима, постао први Израелац икада који је возио Тур де Франс. Санвеб су и борби за етапне побједе предводили Тиш Бенот, Марк Хирши, Николас Роуч, као и спринтер Сес Бол.